# Matteo Ponzone
Matteo Ponzone  (né à Venise,  le 3 novembre 1583 et mort dans la même ville entre 1663 et 1675) est un peintre vénitien de la fin de la période baroque de l'école vénitienne qui a été actif à Venise au XVIIe siècle.

## Biographie
Matteo Ponzone est né à Venise, dans la paroisse de San Moisè, le 3 novembre 1583. Il est le fils de Claudio, chapelier d'origine crémonaise, et d'Agnesina Negro.
On sait peu de choses sur ses débuts, mais il est certain qu'il fait son apprentissage dans l'atelier de Sante Peranda et l'accompagne sur divers chantiers.
De retour à Venise vers 1611, il crée sa propre activité en ouvrant un atelier dans le quartier de Santa Marina.
Plusieurs œuvres se trouvent dans les édifices publics et églises de Venise, en particulier  à Santa Maria Maggiore et dans l'église des Padri Croceferi.
La date précise de sa mort n'est pas connue, mais elle doit être placée entre 1663, lorsque Giustiniano Martinioni le décrit comme un « peintre ancien et classique »  et 1675, l'année où il est mentionné comme mort.
Andrea Celesti est l'un de ses élèves.

## Œuvres

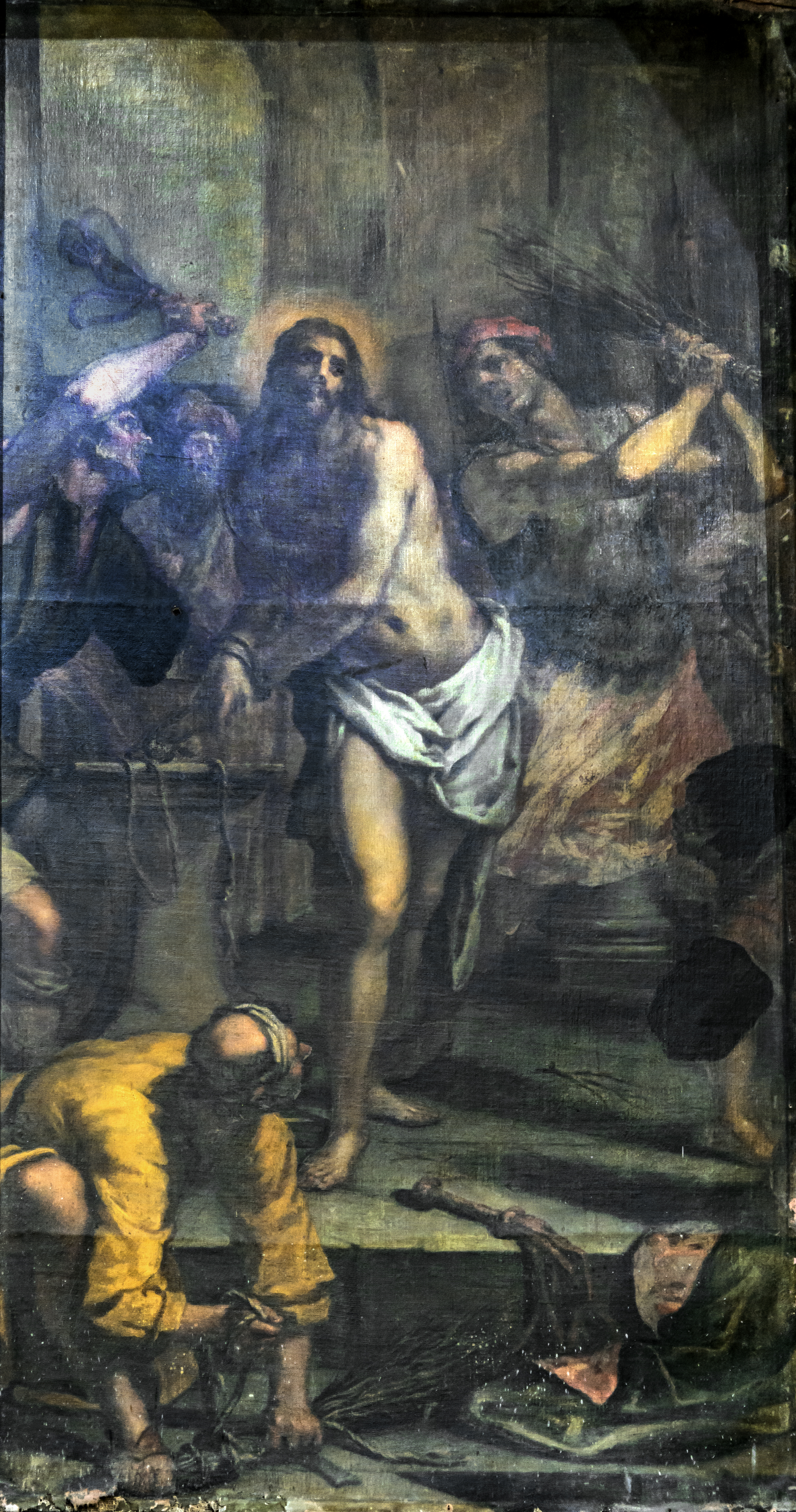
Flagellation du Christ, Madonna dell'Orto.

- Mariage mystique de sainte Catherine, église Santa Caterina in Mazzorbo, Venise.
- Saint Jean évangéliste, église San Martino, Venise.
- Annonciation, église de Santo Stefano, Pirano.
- Saint Georges entre saint Jérôme et saint Trypho(n)[2], Flagellation du Christ, Saint Georges affrontant le dragon, Église de la Madonna dell'Orto, Venise.
- Vierge sur le trône avec des saints, Duomo, Cividale del Friuli.